# Sologny
Sologny és un municipi francès situat al departament de Saona i Loira i a la regió de Borgonya - Franc Comtat. L'any 2009 tenia 547 habitants.

## Demografia
| A partir de 1990: Població sense dobles comptes |